# Gmina Lafayette (hrabstwo Bremer)

Położenie Gminy Lafayette w hrabstwie Bremer

Gmina Lafayette (ang. Lafayette Township) – gmina w USA, w stanie Iowa, w hrabstwie Bremer. Według danych z 2000 roku gmina miała 582 mieszkańców. 